# Catamarca (stad)
San Fernando del Valle de Catamarca, vaak kortweg Catamarca genoemd, is een stad in het noordwesten van Argentinië en de hoofdstad van de provincie Catamarca. Ze ligt in het departement Capital. De stad ligt op een hoogte van 500 meter boven zeeniveau aan de Río Valle, aan de voet van de Cerro Ambato.
De oppervlakte van de stad is 684 km², en het inwonertal bedraagt 141.260 (in 2001). Met inbegrip van de voorsteden stijgt het inwonertal tot ongeveer 200.000, wat neerkomt op 70% van het aantal inwoners van de hele provincie.
Veel pelgrims komen naar Catamarca om de Kerk van de Maagd van de Vallei (1694), met het beeld van Nuestra Señora del Valle (Onze Lieve Vrouwe van de Vallei). Deze kerk is erkend als basiliek en is sinds 1910 de zetel van het rooms-katholieke bisdom Catamarca.
Catamarca is het toeristische centrum van de provincie, met haar koloniale architectuur en de talrijke mogelijkheden voor excursies, bergwandelen, mountainbiken, paardrijden en wijnproeven.
Catamarca's vliegveld, Aeropuerto Felipe Varela (IATA: CTC, ICAO: SANC) ligt op 15 kilometer ten zuidoosten van de stad, en heeft regelmatige verbindingen met Buenos Aires en La Rioja.

## Geschiedenis en politiek
Spaanse kolonisten vestigden een eerste nederzetting genaamd Londres op deze plaats in 1558; een permanente nederzetting werd gesticht in 1683 door Fernando de Mendoza y Mate de Luna. Catamarca komt uit het Quechua, en betekent "fort op de helling".
De stad groeide zeer langzaam; ze had in 1882 nog slechts 8000 inwoners en kreeg een spoorwegverbinding in 1888. De streek bleef tot in het midden van de 20e eeuw erg arm, mede vanwege het nepotisme van de heersende familie Saadi. De familie verloor de macht in de jaren 90; de politiek in de provincie is nog steeds erg instabiel en een groot deel van de bevolking leeft in armoedige omstandigheden.

## Geografie
Catamarca ligt op 1131 kilometer van Buenos Aires. De dichtstbijzijnde provinciehoofdsteden zijn La Rioja (154 km), Tucumán (230 km) en Santiago del Estero (209 km).

### Klimaat
Het droge en milde landklimaat van de streek kent een gemiddelde jaartemperatuur van 20°C, met een gemiddeld maximum van 34°C in de zomer en een gemiddeld minimum van 5°C in de winter. In de hoge bergen kan de temperatuur dalen tot 30°C onder nul.

## Economie
De landbouw is de belangrijkste economische activiteit in Catamarca; vanwege de geringe neerslag is irrigatie noodzakelijk. Fruit en druiven worden in de oases rondom de stad verbouwd, en er wordt wijn geproduceerd. Een ander lokaal product vormen handgeweven poncho's.
Katoen- en veeteelt zijn economisch van belang, evenals mijnbouw in de mijnen van Farallón Negro, Bajo de la Alumbrera en Capillitas, waar goud, zilver, koper en tin worden gedolven.